# NGC 1420
NGC 1420 je trostruka zvijezda u zviježđu Eridanu. 

## Vanjske poveznice
- SEDS: NGC 1420